# فرنسيس بالمر
فرنسيس بالمر (بالإنجليزية: Francis Wayland Palmer )‏ (و. 1827 – 1907 م) هو سياسي، ومحرر، وصحفي، من الولايات المتحدة، ولد في نورث مانشستر، كان عضوًا في الحزب الجمهوري، يلعب كجناح ‏، توفي في شيكاغو، عن عمر يناهز 80 عاماً.

## مناصب
تولى منصب عضو مجلس النواب الأمريكي، وعضو جمعية ولاية نيويورك.